# Hołowczyńce
Hołowczyńce – wieś na Ukrainie w rejonie czortkowskim należącym do obwodu tarnopolskiego.
W 1880 roku miejscowość liczyła 777 mieszkańców, w tym 155 rzymskich katolików, którzy należeli do parafii w Tłustem. 
Podczas okupacji niemieckiej w Hołowczyńcach istniał obóz pracy (folwark), w którym pracowało około 200 Żydów, zlikwidowany w lutym 1944.